# Italochrysa asirensis
Italochrysa asirensis is een insect uit de familie van de gaasvliegen (Chrysopidae), die tot de orde netvleugeligen (Neuroptera) behoort. 
Italochrysa asirensis is voor het eerst wetenschappelijk beschreven door Hölzel in 1980.